# Ненко Токмакчиев
Ненко Ангелов Токмакчиев е български художник. Баща е на актьора Тончо Токмакчиев.

## Биография
През 1957 година завършва специалност театрална живопис в Художествената академия, където негови преподаватели са професор Иван Пенков и професор Георги Каракашев. От 1957 до 1959 г. работи като художник на драматичния театър „Константин Кисимов“ във Велико Търново, а от 1959 до 1961 г. – във Видинския драматичен театър.
След 1961 г. Токмакчиев продължава развитието си като живописец и пет години по-късно прави първата си изложба в родния си град Айтос.
Ненко Токмакчиев умира на 20 януари 2014 година.

## Творчество
Работи жанровете пейзаж, композиция и портрет, а предпочитаната от него техника е акварелът. Значими цикли в творчеството му са „Пристанища“, „Корида“, „Съединението на България“.
Прави самостоятелни изложби в Бургас, Велико Търново, Пловдив, София, Търговище, Ямбол, както и в чужбина: Алжир, Австрия, Сирия, Унгария и др. Картини на Токмакчиев са притежание на Националната галерия, Софийската градска художествена галерия и др. галерии в страната.

## Признание и награди
През 1971 година е награден с орден „Кирил и Методий“. От 2001 г. е почетен гражданин на Бургас.